# Holger Danske
Holger Danske (en francès: Ogier de Danemarche, Hogier, Ogier le Danois, Otger o Otgar de Dannemarka; «Holger el danès») és un cavaller danès llegendari que apareix per primera vegada en una cançó de gesta escrita en francès antic, en el conjunt de poemes Geste de Doon de Mayence.
Holger apareix per primera vegada en la Cançó de Rotllan del segle xi, i després en unes cròniques de rimes del segle xii al XIV, on la seva vida és relatada detalladament en diverses aventures. D'acord amb la llegenda, és fill de Godofred, rei de Dinamarca. En La Chevalerie Ogier de Danemarche, va tenir un fill que va ser assassinat per Carles el Jove, fill de Carlemany. Com a venjança, Holger va buscar i matar a Carles, però amb prou feines va evitar assassinar Carlemany. Va estar enfrontat amb Carlemany durant set anys, però va fer les paus amb ell per lluitar al seu costat contra els sarraïns, de manera que en una batalla va aconseguir matar el gegant Brehus. Tenia una espasa anomenada Cortana que, d'acord amb la llegenda, portava la inscripció «El meu nom és Cortana, del mateix acer i tremp que la Joyeuse i Durandal».

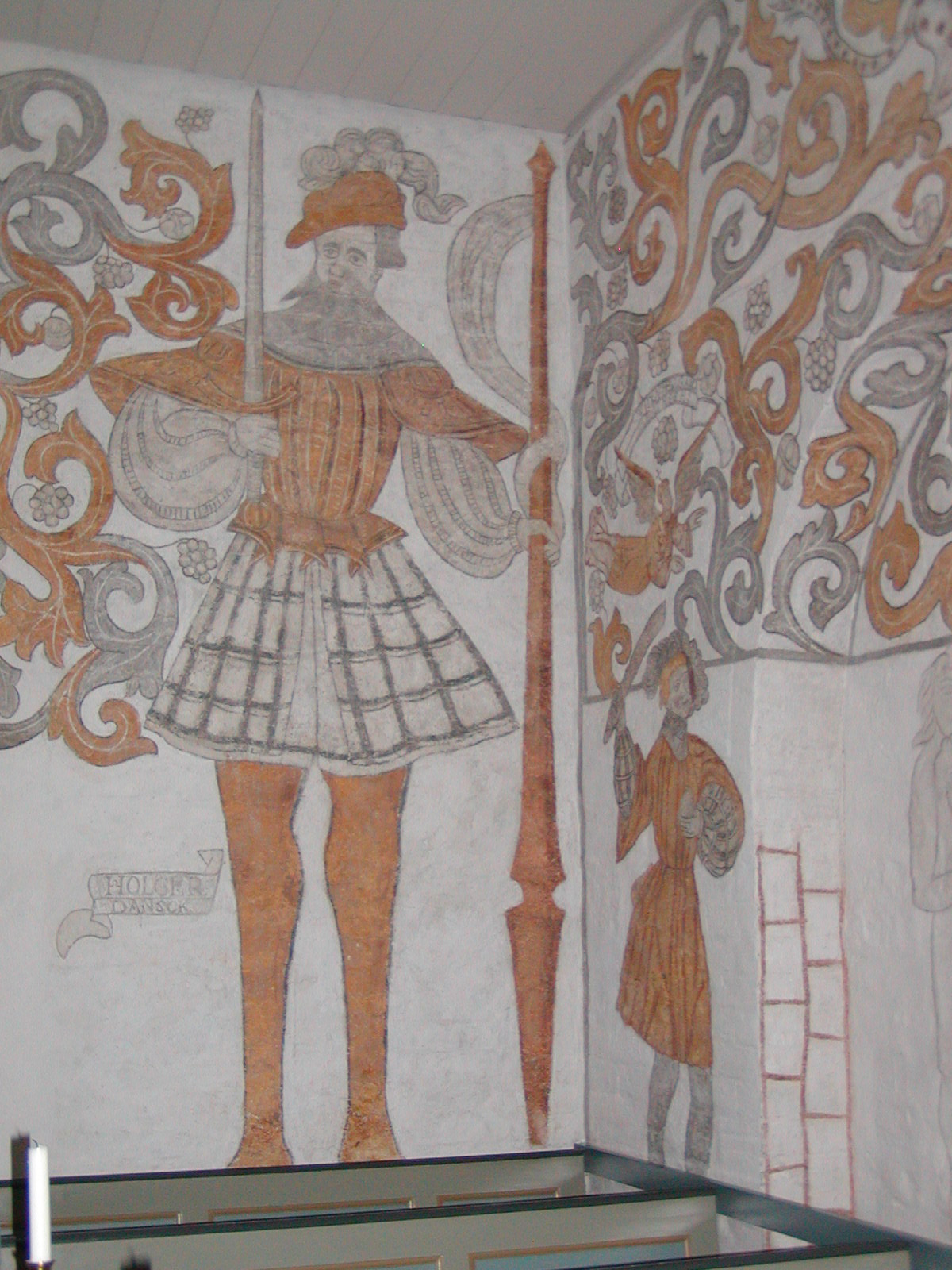
Holger Danske (Holger o Ogier el danès) en un mural del a l'església de Skævinge

És possible que es fes conegut a Escandinàvia al segle xv per la traducció de la saga carolíngia de la Matèria de França, però ràpidament es va fer popular i va ser retratat en pintures del segle xv en dues esglésies de Dinamarca i Suècia. El 1515, Kristiern Pedersen vivia a París i va traduir al danès una novel·la en prosa basada en les cròniques de poemes Olger Danskes krönike, que es va imprimir el 1534. Pedersen presenta a Holger com el fill d'un rei danès anomenat Godfred que abandona a Holger com a ostatge de Carlemany. En algunes versions, Morgana el porta a l'illa d'Avalon, de la qual torna per salvar a França dos-cents anys després. Segons les guies del castell de Kronborg, la llegenda diu que Holger es va asseure en la seva ubicació actual després de caminar tot el camí des de França.
Com Frederic I, Venceslau I i el Rei Artús, segons la llegenda danesa Holger vivia al castell de Kronborg, dormint fins al moment en què Dinamarca estigués en perill mortal; arribada l'ocasió, s'aixecaria i salvaria a la nació. Així, la seva barba va créixer fins a tocar el sòl. El grup de resistència danès més gran en la Segona Guerra Mundial va ser anomenat «Holger Danske» en honor de la llegenda.
L'òpera de 1789 Holger Danske, composta per Friedrich Ludwig Æmilius Kunzen (1761-1817) i amb llibret de Jens Immanuel Baggesen, va tenir un impacte considerable en el nacionalisme danès de finals del segle xviii. Això va engendrar una disputa literària sobre el personatge, que va revelar la creixent insatisfacció entre la població danesa sobre la influència alemanya. Entre d'altres, l'intel·lectual danès Peter Andreas Heiberg es va unir a la disputa escrivint una versió satírica titulada Holger Tyske («Holger l'Alemany»), ridiculitzant l'obra de Baggesen.

## Possible base històrica
El cronista danès del segle xii Saxo Grammaticus no esmenta a aquest personatge en la seva Gesta Danorum i Holger no està relacionat amb cap fet històric a Dinamarca. No obstant, hi ha una crònica del monestir de Sant Martí de Colònia que assegura que el complex va ser saquejat pels saxons el 778, i que va ser reconstruït per «Olgerus Daniae dux», amb l'ajuda de Carlemany.